# Эйткен, Роберт Грант
Роберт Грант Эйткен (англ. Robert Grant Aitken; 31 декабря 1864, Джэксон, штат Калифорния — 29 октября 1951, Беркли, штат Калифорния) — американский астроном.
Член Национальной академии наук США (1918).

## Биография
С 1891 года работал профессором математики и астрономии в Тихоокеанском университете (Стоктон, Калифорния), с 1895 года — в Ликской астрономической обсерватории в Калифорнии. С 1923 года — и. о. директора, в 1930—1935 годах — директор обсерватории. Систематически изучал двойные звёзды, измеряя их положение и вычисляя их относительное движение, открыв более 3000 двойных звёзд. Создал каталог таких звёзд «New General Catalogue of Double Stars Within 120° of the North Pole» («Новый общий каталог двойных звёзд в пределах 120° от Северного полюса»), опубликованный в 1932 году. Также измерял положения и вычислял орбиты комет и спутников планет.
В честь Эйткена назван астероид 3070 Эйткен и кратер Эйткен на Луне, являющийся частью бассейна Южный полюс — Эйткен.

## Награды
- Золотая медаль Кэтрин Брюс Тихоокеанского астрономического общества (1926)
- Золотая медаль Королевского астрономического общества (1932)